# 長島灣

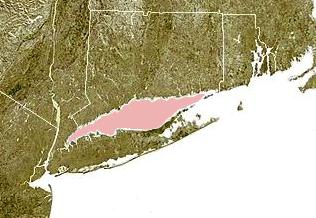
长岛海湾位置图

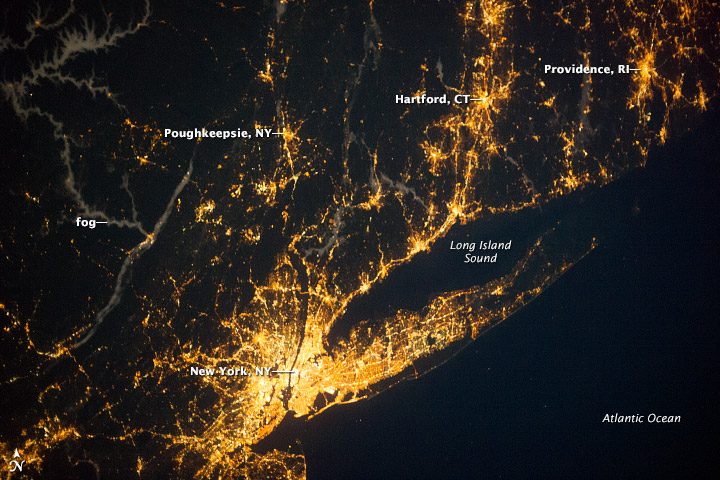
長島灣的夜間衛星影像

長島灣（英語：Long Island Sound）是大西洋的一个河口灣，在美國長島北方，康州南方。西方有紐約市，東方有羅德島州。
灣長177（110英里）長，34（21英里）闊。平均深24（79英尺），最深90（300英尺）。海岸線882（548英里）。由於冰川活動影響，灣岸屬於岩岸（而大西洋岸屬沙岸）。
康乃狄克河在此處出海。